# انوانسیون‌ها و سینفونیاها (ی.س. باخ)
انوانسیون‌ها و سینفونیاها، ۸۰۱–۷۷۲ BWV که همچنین تحت عنوان انوانسیون‌های دو و سه صدایی شناخته می‌شوند، مجموعه‌ای از سی قطعه کوتاه برای سازهای کلاویه‌ای می‌باشد که توسط یوهان سباستین باخ (۱۶۸۵–۱۷۵۰) تصنیف شده‌است و شامل ۱۵ انوانسیون (قطعات دوصدایی کنترپوآنی) و ۱۵ سینفونیا (قطعات سه صدایی کنترپوآنی) می‌باشد. این قطعات توسط باخ برای تعلیم موسیقی به شاگردانش تصنیف گردیده‌است.
باخ در مورد این مجموعه می‌گوید: «شیوه‌ای صحیح برای آموزش به نوآموزان سازهای کلاویه‌ای - به ویژه مشتاقان فراگیری - که نه تنها باعث توانمندی شاگرد در نواختن قطعات دو صدایی می‌شود، بلکه سبب می‌شود با پیشرفتهای بعدی بتواند به خوبی از پس سه صدایی ملزم هم برآید و در طی این مسیر نه تنها ایده‌های (انوانسیون‌های) خوبی بدست می‌آورد، بلکه می‌تواند آنها را به خوبی نیز بپروراند. در کنار همه اینها شاگرد به شیوه نواختن کانتابیل نائل خواهد شد و همزمان خواهد توانست به خوبی برای تصنیف قطعات نیز آماده گردد.»
هر دو گروه این قطعات در گامهای بالارونده نوشته شده‌است و هر کدام هشت گام ماژور و هفت گام مینور را پوشش می‌دهد.
انوانسیون‌ها در کوتن تصنیف شده‌اند و از سوی دیگر کار تصنیف سینفونیاها، احتمالاً تا آغاز عصر لایپزیگ به طول انجامیده‌است.

## رسانه
| Key           | Invention | Invention | Sinfonia                                         | Sinfonia                                         |
| ------------- | --- | --- | ------------------------------------------------ | ------------------------------------------------ |
| دو ماژور      | | No. 1, BWV 772 ⓘ |                                                  | No. 1, BWV 787 ·                                 |
| دو مینور      | | No. 2, BWV 773 ⓘ |                                                  | No. 2, BWV 788 ·                                 |
| ر ماژور       | | No. 3, BWV 774 ⓘ |                                                  | No. 3, BWV 789 ·                                 |
| ر مینور       | | No. 4, BWV 775 ⓘ |                                                  | No. 4, BWV 790 ·                                 |
| می بمل ماژور] | | No. 5, BWV 776 ⓘ |                                                  | No. 5, BWV 791 ·                                 |
| می ماژور      | | No. 6, BWV 777 ⓘ |                                                  | No. 6, BWV 792 ·                                 |
| می مینور      | | No. 7, BWV 778 ⓘ |                                                  | No. 7, BWV 793 ·                                 |
| فا ماژور      | | No. 8, BWV 779 ⓘ |                                                  | No. 8, BWV 794 ·                                 |
| فا مینور      | | No. 9, BWV 780 ⓘ |                                                  | No. 9, BWV 795 ·                                 |
| سل ماژور      | | No. 10, BWV 781 ⓘ |                                                  | No. 10, BWV 796 ·                                |
| سل مینور      | | No. 11, BWV 782 ⓘ |                                                  | No. 11, BWV 797 ·                                |
| لا ماژور      | | No. 12, BWV 783 ⓘ |                                                  | No. 12, BWV 798 ·                                |
| لا مینور      | | No. 13, BWV 784 ⓘ |                                                  | No. 13, BWV 799 ·                                |
| سی بمل ماژور  | | No. 14, BWV 785 ⓘ |                                                  | No. 14, BWV 800 ·                                |
| سی مینور      | | No. 15, BWV 786 ⓘ |                                                  | No. 15, BWV 801 ·                                |
|               | برای پخش فایل‌های MIDI بر روی عنوان آنها کلیک نمایید؛ برای اطلاعات بیشتر دربارهٔ فایل‌های MIDI بر روی آیکون بلندگد کلیک کنید | برای پخش فایل‌های MIDI بر روی عنوان آنها کلیک نمایید؛ برای اطلاعات بیشتر دربارهٔ فایل‌های MIDI بر روی آیکون بلندگد کلیک کنید | تمام سینفونیاها توسط رندالف هانکسون اجرا شده‌اند. | تمام سینفونیاها توسط رندالف هانکسون اجرا شده‌اند. |